# Olympische Sommerspiele 2000/Teilnehmer (Madagaskar)
| Gelbes Symbol für Goldmedaillen mit stilisierten Olympischen Ringen | Graues Symbol für Silbermedaillen mit stilisierten Olympischen Ringen | Braundes Symbol für Bronzemedaillen mit stilisierten Olympischen Ringen |
| ------------------------------------------------------------------- | --------------------------------------------------------------------- | ----------------------------------------------------------------------- |
| —                                                                   | —                                                                     | —                                                                       |

Madagaskar nahm an den Olympischen Sommerspielen 2000 in der australischen Metropole Sydney mit zehn Athleten, fünf Männer und fünf Frauen, teil.
Seit 1964 war es die achte Teilnahme Madagaskars an Olympischen Sommerspielen.

## Teilnehmer nach Sportarten

### Leichtathletik
Männer
- Jean Randriamamitiana
100 m: 12,50 s, nicht für die nächste Runde qualifiziert
- Joseph Randriamahaja
110 Meter Hürden: 13,86 s in der ersten Runde; 14,07 s, nicht für die nächste Runde qualifiziert
- Yvon Rakotoarimiandry
400 Meter Hürden: 50,15 s in der ersten Runde, nicht für die nächste Runde qualifiziert

Frauen
- Hanitriniaina Rakotondrabé
100 m: 11,50 s in der ersten Runde; 11,51 s in der zweiten Runde, nicht für das Finale qualifiziert
- Rosa Rakotozafy
100 Meter Hürden: 13,80 s in der ersten Runde, nicht für die nächste Runde qualifiziert
- Monica Rahanitraniriana, Hanitriniaina Rakotondrabé, Rosa Rakotozafy, Ony Paule Ratsimbazafy
4-mal-100-Meter-Staffel: 43,61 s in der ersten Runde; 43,98 s in der zweiten Runde, nicht für das Finale qualifiziert

### Boxen
- Celestin Augustin
Fliegengewicht: Niederlage gegen Andrzej Rżany, ausgeschieden

### Schwimmen
Männer
- Jean Luc Razakarivony
100 Meter Brust: 1:05,97 min, nicht für die nächste Runde qualifiziert

Frauen
- Mbolatiana Ramanisa
50 Meter Freistil: 29,2 s, nicht für die nächste Runde qualifiziert